# Socialismo democrático

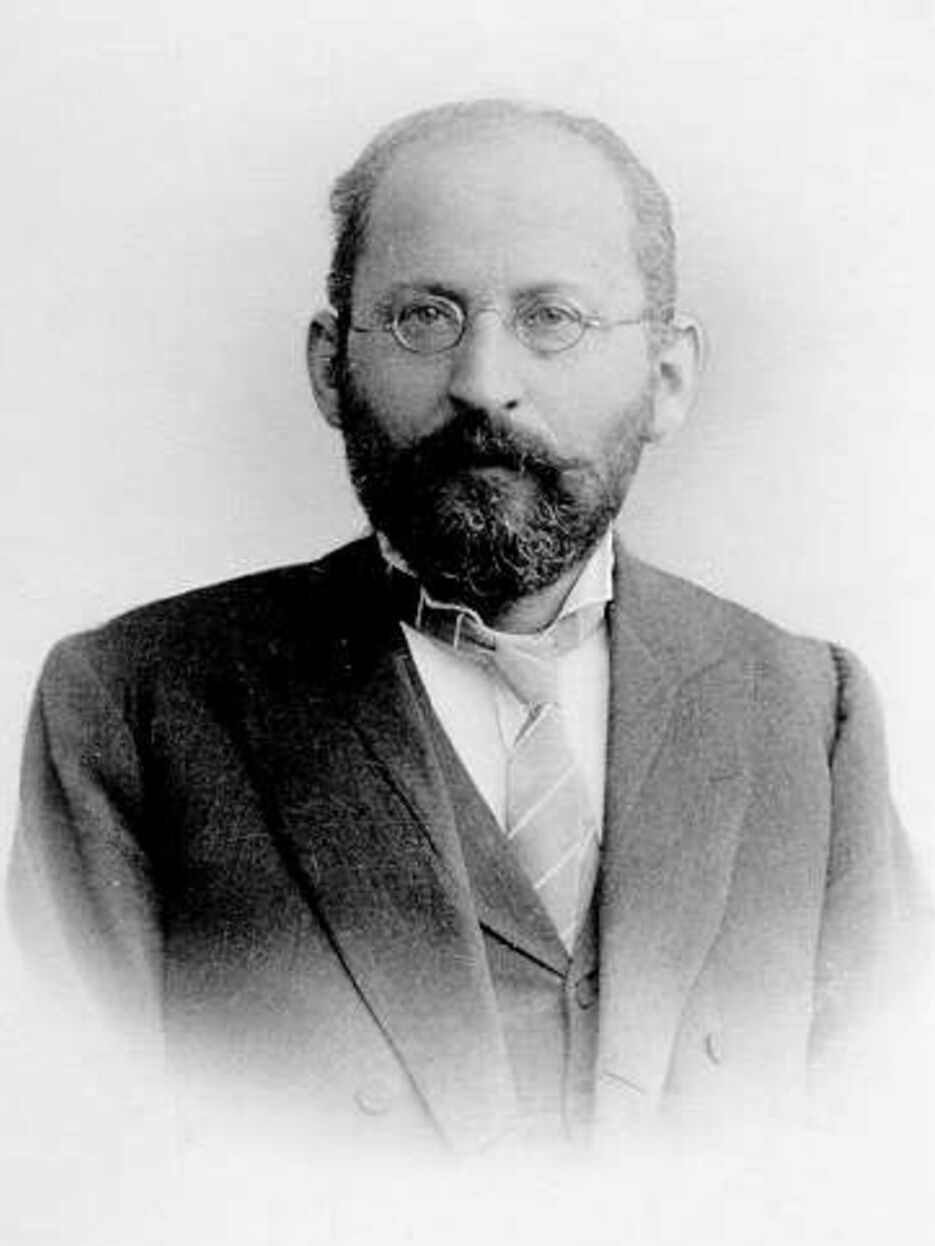
Eduard Bernstein, o principal teórico do socialismo democrático

O socialismo democrático é uma filosofia política de esquerda que apoia a democracia política e alguma forma de economia de propriedade social, com ênfase particular na democracia econômica, democracia no local de trabalho e autogestão dos trabalhadores dentro de um economia socialista de mercado ou uma forma alternativa de economia socialista planificada descentralizada. Os socialistas democráticos argumentam que o capitalismo é inerentemente incompatível com os valores de liberdade, igualdade e solidariedade e que esses ideais só podem ser alcançados por meio da realização de uma sociedade socialista. Embora a maioria dos socialistas democráticos busque uma transição gradual para o socialismo, o socialismo democrático pode apoiar políticas revolucionárias ou reformistas para estabelecer o socialismo. O socialismo democrático foi popularizado pelos socialistas que se opuseram ao retrocesso em direção a um estado de partido único na União Soviética e em outras nações durante o século XX.
A história do socialismo democrático remonta aos pensadores socialistas do século XIX em toda a Europa e ao movimento cartista na Grã-Bretanha, que diferiam um pouco em seus objetivos, mas compartilhavam uma demanda comum por tomada de decisão democrática e propriedade pública dos meios de produção e viam estas como características fundamentais da sociedade que defendiam. Do final do século XIX ao início do século XX, o socialismo democrático foi fortemente influenciado pela forma gradualista de socialismo promovido pela Sociedade Fabiana e pelo socialismo crítico de Eduard Bernstein na Alemanha. O socialismo democrático é o que a maioria dos socialistas entende pelo conceito de socialismo; Como um movimento amplo, inclui formas de socialismo libertário, socialismo reformista, socialismo revolucionário, socialismo ético, socialismo liberal, social-democracia, e algumas formas de socialismo de estado e socialismo utópico, todos os quais compartilham um compromisso com a democracia.
O socialismo democrático é contrastado com o marxismo-leninismo, que os oponentes muitas vezes percebem como sendo autoritário, burocrático e antidemocrático na prática. Os socialistas democráticos se opõem ao sistema político stalinista e ao sistema de planejamento econômico do tipo soviético, rejeitando como forma de governo o sistema de comando administrativo formado na União Soviética e em outros estados marxistas-leninistas durante o século XX. O socialismo democrático também se distingue da social-democracia da Terceira Via porque os socialistas democráticos estão comprometidos com a transformação sistêmica da economia do capitalismo para o socialismo, enquanto os socialdemocratas usam o capitalismo para criar um estado social forte, deixando muitas empresas sob propriedade privada. No entanto, muitos socialistas democráticos também defendem regulamentações estatais e programas de bem-estar para reduzir os danos percebidos do capitalismo e transformar lentamente o sistema econômico.
Embora tendo o socialismo como um objetivo de longo prazo, alguns socialistas democráticos moderados estão mais preocupados em conter os excessos do capitalismo e apoiam reformas progressivas para humanizá-lo nos dias atuais. Em contraste, outros socialistas democráticos acreditam que o intervencionismo econômico e reformas políticas semelhantes destinadas a enfrentar as desigualdades sociais e suprimir as contradições econômicas do capitalismo apenas as exacerbariam, fazendo com que surgissem sob um disfarce diferente. Esses socialistas democráticos acreditam que os problemas fundamentais do capitalismo são sistêmicos e só podem ser resolvidos substituindo o modo de produção capitalista pelo modo de produção socialista, substituindo a propriedade privada pela propriedade coletiva dos meios de produção e estendendo a democracia ao mercado econômico. adotando uma forma de democracia industrial. A principal crítica ao socialismo democrático se concentra na compatibilidade entre democracia e socialismo. Vários acadêmicos, comentaristas políticos e estudiosos observaram que alguns países ocidentais, como França, Suécia e Reino Unido, foram governados por partidos socialistas ou têm economias mistas. No entanto, após o fim da Guerra Fria, muitos desses países se afastaram do socialismo quando um consenso neoliberal substituiu o consenso social-democrata no mundo capitalista avançado.

## Visão geral
O socialismo democrático é definido como tendo uma economia socialista na qual os meios de produção são de propriedade ou controlados social e coletivamente ao lado de um sistema político democrático liberal de governo. Os socialistas democráticos rejeitam a maioria dos estados socialistas autodeclarados e o marxismo-leninismo. O político do Partido Trabalhista britânico, Peter Hain classifica o socialismo democrático e o socialismo libertário como uma forma de socialismo antiautoritário vindo de baixo (usando o conceito popularizado pelo ativista socialista americano Hal Draper) em contraste com o socialismo autoritário e o socialismo de estado. Para Hain, essa divisão autoritária e democrática é mais importante do que aquela entre reformistas e revolucionários. No socialismo democrático, a participação ativa da população e dos trabalhadores na autogestão da economia caracteriza o socialismo, enquanto o planejamento econômico centralizado coordenado pelo estado e a nacionalização não representam o socialismo. Nicos Poulantzas apresenta um argumento semelhante e mais complexo. Para Draper, o socialismo democrático é um tipo de socialismo de baixo, escrevendo em The Two Souls of Socialism que:
O principal porta-voz na Segunda Internacional de um socialismo democrático foi Rosa Luxemburgo, que enfaticamente colocou sua fé e esperança na luta espontânea de uma classe trabalhadora livre e que os criadores de mitos inventaram para ela uma 'teoria da espontaneidade.'" 
Alguns socialistas marxistas enfatizam a crença de Karl Marx na democracia e se autodenominam socialistas democráticos. O Partido Socialista da Grã-Bretanha e o Movimento Socialista Mundial definem o socialismo em sua formulação clássica como um: 
Sistema de sociedade baseado na propriedade comum e no controle democrático dos meios e instrumentos para produzir e distribuir riqueza por e no interesse da comunidade. 
Além disso, eles incluem a ausência de classes e a abolição do trabalho assalariado como características de uma sociedade socialista, caracterizando-a como uma economia pós monetária sem estado, sem propriedade e baseada no cálculo em espécie, uma associação livre de produtores, democracia no local de trabalho e livre acesso a bens e serviços produzidos exclusivamente para uso e não para troca. Isso é consistente com o uso de Marx, Friedrich Engels e outros, que se referiram ao comunismo e ao socialismo de forma intercambiável.

### Definição

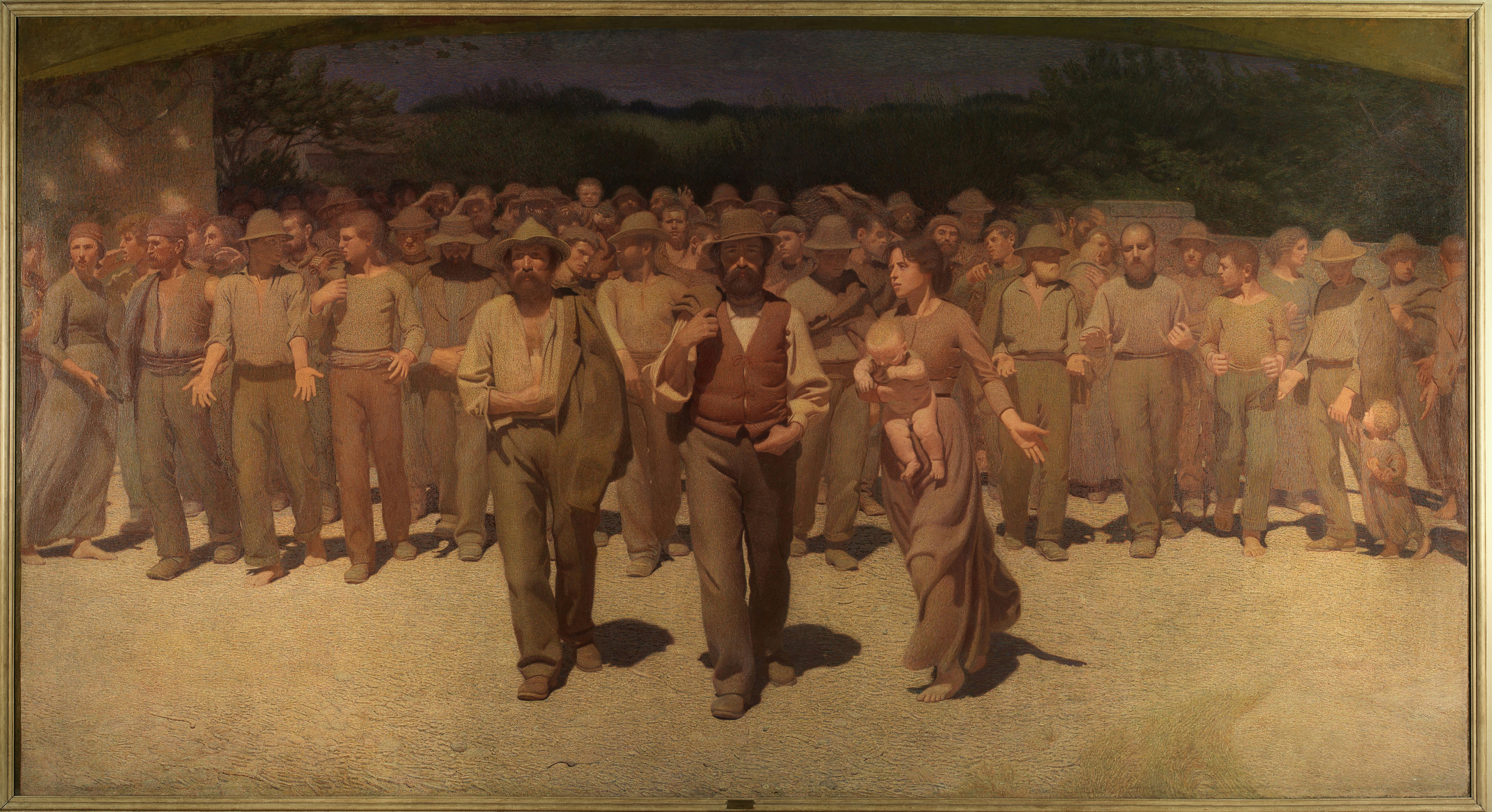
Quarto estato do pintor Giuseppe Pellizza da Volpedo onde há um grupo de trabalhadores marchando em protesto numa praça

Como definição de socialismo democrático, o cientista político Lyman Tower Sargent afirma que o socialismo democrático pode ser caracterizado da seguinte forma:

- Muita propriedade mantida pelo público por meio de um governo democraticamente eleito, incluindo a maioria das principais indústrias, serviços públicos e sistemas de transporte
- Um limite para o acúmulo de propriedade privada
- Regulação governamental da economia
- Extensos programas de assistência e pensão com financiamento público
- Custos sociais e prestação de serviços somados a considerações puramente financeiras como medida de eficiência
- A propriedade pública é limitada à propriedade produtiva e infra-estrutura significativa; não se estende a bens pessoais, residências e pequenos negócios. E, na prática, em muitos países socialistas democráticos, não se estendeu a muitas grandes corporações.

Outro exemplo são os Socialistas Democráticos da América (DSA), com a organização definindo o socialismo democrático como uma economia descentralizada de propriedade social e rejeitando o planejamento econômico centralizado do tipo soviético, afirmando:
A propriedade social pode assumir muitas formas, tais como cooperativas de propriedade dos trabalhadores ou empresas públicas geridas por representantes dos trabalhadores e dos consumidores. Os socialistas democráticos favorecem o máximo de descentralização possível. Embora as grandes concentrações de capital em indústrias como a energia e a siderurgia possam exigir alguma forma de propriedade estatal, muitas indústrias de bens de consumo poderiam ser melhor geridas como cooperativas. Os socialistas democratas há muito rejeitam a crença de que toda a economia deve ser planejada centralmente. Embora acreditemos que o planeamento democrático pode moldar grandes investimentos sociais, como transportes públicos, habitação e energia, são necessários mecanismos de mercado para determinar a procura de muitos bens de consumo.
A DSA tem criticado os estados que se autodenominam socialistas, argumentando que "só porque as suas elites burocráticas os chamaram de 'socialistas' não o fizeram assim; eles também chamaram os seus regimes de 'democráticos'". para instituir o socialismo, a DSA concentra a maior parte das suas atividades políticas nas reformas dentro do capitalismo, argumentando: "Como é pouco provável que vejamos um fim imediato do capitalismo amanhã, a DSA luta hoje por reformas que enfraquecerão o poder das corporações e aumentarão o poder dos trabalhadores."
Peter Hain do Partido Trabalhista, que se identifica com o socialismo democrático, dá a seguinte definição:
O socialismo democrático deveria significar um estado cativo e democraticamente responsável em sustentar a liberdade individual e proporcionar as condições para que todos sejam capacitados, independentemente de quem sejam ou de qual seja o seu rendimento. Deve ser complementado pela descentralização e capacitação para alcançar maior democracia e justiça social. ... Hoje, a tarefa do socialismo democrático é recuperar a posição elevada da democracia e da liberdade através da máxima descentralização do controle, da propriedade e da tomada de decisões. Pois o socialismo só pode ser alcançado se brotar de baixo pela demanda popular. A tarefa do governo socialista deve ser capacitadora, não impositiva. A sua missão é dispersar e não concentrar o poder, com uma noção pluralista de democracia no seu cerne.
Tony Benn, outro proeminente político de esquerda do Partido Trabalhista, descreveu o socialismo democrático como um socialismo que é 
Aberto, libertário, pluralista, humano e democrático; nada em comum com as imagens duras, centralizadas, ditatoriais e mecanicistas que são propositalmente apresentados pelos nossos oponentes e por um pequeno grupo de pessoas que controlam os meios de comunicação de massa na Grã-Bretanha.
O socialismo democrático representa por vezes, políticas dentro do capitalismo em vez de uma ideologia que visa transcender e substituir o capitalismo, embora nem sempre seja esse o caso. Robert M. Page, editor de Socialismo Democrático e Política Social da Universidade de Birmingham, escreveu sobre o socialismo democrático transformativo para se referir à política do primeiro-ministro do Partido Trabalhista, Clement Attlee, e do seu governo (redistribuição fiscal, algum grau de propriedade pública e um um forte estado social) e o socialismo democrático revisionista desenvolvido pelo político do Partido Trabalhista Anthony Crosland e pelo primeiro-ministro do Partido Trabalhista Harold Wilson, argumentando:
O mais influente pensador trabalhista revisionista, Anthony Crosland, afirmou que uma forma mais “benevolente” de capitalismo emergiu desde a Segunda Guerra Mundial. ... Segundo Crosland, agora era possível alcançar maior igualdade na sociedade sem a necessidade de uma transformação economica "fundamental". Para Crosland, uma forma mais significativa de igualdade poderia ser alcançada se o dividendo do crescimento derivado da gestão eficaz da economia fosse investido em serviços públicos "pró-pobres" e não através da redistribuição fiscal.
A Internacional Socialista, da qual são membros quase todos os partidos democráticos socialistas, trabalhistas e social-democratas, declara o objetivo do desenvolvimento do socialismo democrático. Na política soviética, o socialismo democrático é a versão do modelo da União Soviética reformada democraticamente. O líder soviético Mikhail Gorbachev descreveu a perestroika como a construção de um "socialismo novo, humano e democrático". Consequentemente, alguns antigos partidos comunistas rebatizaram-se como socialistas democráticos.

### Socialismo democrático e social-democracia
O socialismo democrático tem sido ocasionalmente descrito como a forma de social-democracia antes do deslocamento do keynesianismo pelo neoliberalismo e monetarismo, o que fez com que muitos partidos social-democratas adotassem a ideologia da Terceira Via, aceitando o capitalismo como o status quo atual e os poderes constituídos, redefinindo socialismo de forma a manter intacta a estrutura capitalista. A nova versão da Cláusula IV da Constituição do Partido Trabalhista, adotada por Tony Blair, usa o socialismo democrático para descrever uma forma modernizada de social-democracia. Embora afirmando um compromisso com o socialismo democrático, não mais compromete o partido com a propriedade pública da indústria e, em seu lugar, defende "a iniciativa do mercado e o rigor da competição" junto com "serviços públicos de alta qualidade, seja de propriedade do público ou responsável perante ele." Muito parecido com a social-democracia moderna, algumas formas de socialismo democrático seguem um caminho gradual, reformista ou evolutivo para o socialismo ao invés de um caminho revolucionário. Essa tendência é capturada na declaração do revisionista trabalhista Anthony Crosland, que argumentou que o socialismo do mundo pré-guerra estava se tornando cada vez mais irrelevante. Essa tendência é invocada em uma tentativa de distinguir o socialismo democrático do socialismo marxista-leninista. Uma variante desse conjunto de definições é o argumento de Joseph Schumpeter em Capitalismo, Socialismo e Democracia de que as democracias liberais estavam evoluindo do capitalismo liberal para o socialismo democrático com o crescimento da democracia industrial, instituições reguladoras e autogestão.
O socialismo democrático tem algum grau de sobreposição significativa em posições políticas práticas com a social-democracia, embora sejam frequentemente distinguidos um do outro. As políticas keynesianas comumente apoiadas pelos socialistas democráticos incluem regulamentação econômica significativa ao lado de uma economia mista, extensos esquemas de seguro social, generosos programas de pensões públicas e uma expansão gradual da propriedade pública sobre indústrias estratégicas. Muitas nações como o Canadá têm políticas como saúde universal gratuita.  Políticas como saúde e educação gratuitas e universais são descritas como "socialismo puro" porque se opõem ao "hedonismo da sociedade capitalista". . Uma diferença é que os social-democratas modernos tendem a rejeitar os meios revolucionários aceitos pelos socialistas mais radicais. Outra diferença é que os social-democratas estão preocupados principalmente com reformas práticas dentro do capitalismo, com o socialismo relegado a um futuro indefinido ou considerado como tendo-o abandonado no caso da Terceira Via. Socialistas democráticos mais radicais querem ir além de meras reformas e defendem a transformação sistêmica do modo de produção do capitalismo para o socialismo.
Embora a Terceira Via tenha sido descrita como uma nova social-democracia ou neossocial-democracia, representando uma social-democracia modernizada e o socialismo competitivo, a forma de social-democracia que permaneceu comprometida com a abolição gradual do capitalismo e os social-democratas contrários à Terceira Via fundiram-se no socialismo democrático. Durante o final do século 20 e início do século 21, esses rótulos foram adotados, contestados e rejeitados devido ao desenvolvimento dentro da esquerda europeia do eurocomunismo entre as décadas de 1970 e 1980, a ascensão do neoliberalismo em meados da década de 1970, a queda da União Soviética em dezembro de 1991 e dos governos marxista-leninistas entre 1989 e 1992, a ascensão e queda da Terceira Via entre as décadas de 1970 e 2010 e a ascensão simultânea dos movimentos antiausteridade e à Grande Recessão, cujas causas têm sido amplamente atribuídas à guinada neoliberal e à desregulamentação das políticas econômicas. Este último desenvolvimento contribuiu para o surgimento de políticos que representam um retorno à social-democracia consensual do pós-guerra, como Jeremy Corbyn no Reino Unido e Bernie Sanders nos Estados Unidos, que assumiram o rótulo de socialistas democráticos para descrever sua rejeição de políticos centristas que apoiavam a triangulação dentro dos partidos Trabalhista e Democrata, como com o Novo Trabalhismo e o Novo Democratas, respectivamente.

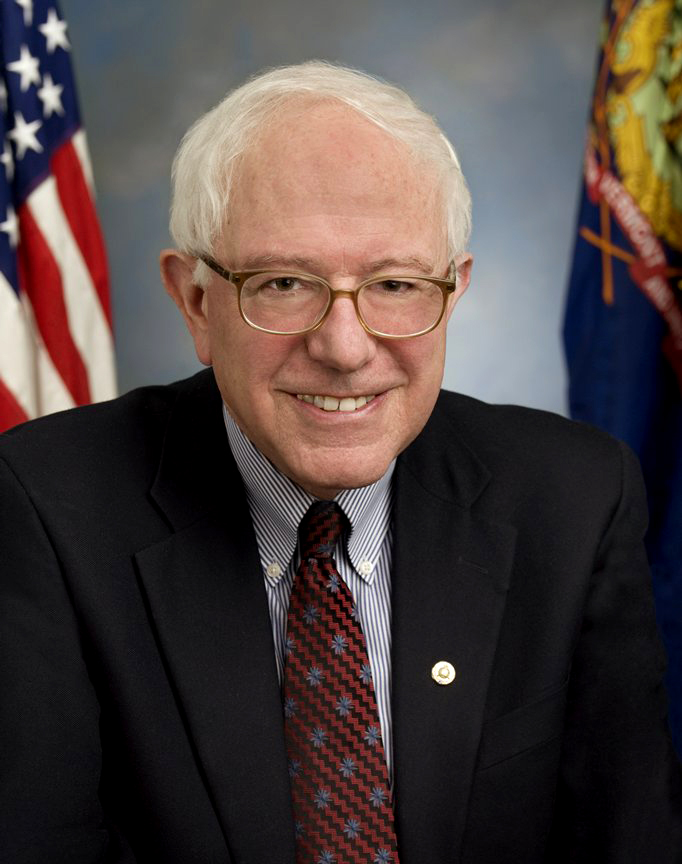
Bernie Sanders, representando do socialismo democrático no EUA

A social-democracia se originou como uma sociedade revolucionária ou movimento comunista. Uma distinção para separar as versões modernas do socialismo democrático e da social-democracia é que a primeira pode incluir meios revolucionários. Em contraste, este último afirma que a única forma constitucional aceitável de governo é a democracia representativa sob o estado de direito. Muitos social-democratas "se referem a si mesmos como socialistas ou socialistas democráticos", e alguns "usam ou usaram esses termos de forma intercambiável". usando o termo 'democracia social' apenas." , acentuadamente. Embora os social-democratas continuem a chamar-se e a descrever-se como socialistas democráticos ou simplesmente socialistas, o significado do socialismo democrático e da social-democracia foi efetivamente invertido. O socialismo democrático originalmente representava o socialismo alcançado por meios democráticos e geralmente resultava em reformismo, enquanto a social-democracia incluía alas reformistas e revolucionárias.

### Partido politico
Enquanto a maioria dos partidos social-democratas se descrevem como socialistas democráticos, com o socialismo democrático representando a teoria e a social-democracia a prática e vice-versa, os cientistas políticos distinguem entre os dois. Social-democrata é usado para partidos políticos de centro-esquerda, "cujo objetivo é a melhoria gradual da pobreza e da exploração dentro de uma sociedade capitalista liberal." Por outro lado, socialista democrático é usado para partidos socialistas de esquerda , incluindo partidos populistas de esquerda como The Left, Podemos e Syriza. Isso se reflete no nível partidário europeu, onde os partidos socialdemocratas de centro-esquerda estão dentro do Partido dos Socialistas Europeus e da Aliança Progressista dos Socialistas e Democratas, enquanto os partidos socialistas e comunistas democráticos de esquerda estão dentro do Partido da Esquerda Europeia. e a Esquerda Unitária Européia-Esquerda Nórdica Verde. Além do socialismo democrático, este último também inclui tendências comunistas e partidos comunistas que adotam uma forma de comunismo de esquerda libertária.

## Economia

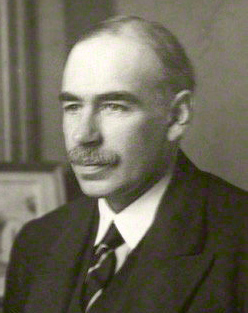
Keynes, cujo pensamento guiou os socialistas democráticos durante o século XX

Os socialistas democráticos promoveram vários modelos diferentes de socialismo e economia, desde o socialismo de mercado, onde as empresas de propriedade social operam em mercados competitivos e são autogeridas por sua força de trabalho, até o socialismo participativo sem mercado baseado no planejamento econômico descentralizado. O socialismo democrático também pode estar comprometido com uma forma descentralizada de planejamento econômico onde as unidades produtivas são integradas em uma única organização e organizadas com base na autogestão. Eugene V. Debs e Norman Thomas, ambos candidatos presidenciais dos Estados Unidos pelo Partido Socialista da América, entenderam o socialismo como um sistema econômico estruturado na produção para uso e propriedade social no lugar do sistema com fins lucrativos e propriedade privada dos meios de produção. Os socialistas democráticos e os defensores contemporâneos do socialismo de mercado argumentaram que, em vez do próprio socialismo, a principal razão para as deficiências econômicas das economias de tipo soviético eram as economias de comando. Seu sistema de comando administrativo causou sua falha em criar regras e critérios operacionais para a operação eficiente das empresas estatais em sua alocação hierárquica de recursos e mercadorias e a falta de democracia nos sistemas políticos que as economias de tipo soviético combinaram.

### Planejamento democrático
Uma economia democraticamente planejada foi proposta como base para o socialismo e defendida de várias maneiras por alguns socialistas democráticos que apoiam uma forma de socialismo não mercantil enquanto rejeitam o planejamento central do tipo soviético. Argumenta-se que o planejamento descentralizado permite o surgimento de um sistema de auto regulação espontânea de controle de estoque, baseado apenas no cálculo em espécie, e que, por sua vez, supera decisivamente as objeções levantadas pelo argumento do cálculo econômico de que qualquer economia de grande escala deve necessariamente recorrer a um sistema de preços de mercado.
Essa forma de planejamento econômico implica algum processo de tomada de decisão democrática e participativa dentro da economia e das empresas na forma de democracia industrial. Vários cientistas da computação e economistas radicais também propuseram formas baseadas em computador de planejamento econômico democrático e coordenação entre empreendimentos econômicos. Os proponentes apresentam o planejamento econômico democrático ou descentralizado e participativo como uma alternativa ao socialismo de mercado para uma sociedade pós capitalista.

### Socialismo de mercado
Alguns proponentes do socialismo de mercado o veem como um sistema econômico compatível com a ideologia política do socialismo democrático. Defensores do socialismo de mercado, como Jaroslav Vaněk, argumentam que mercados genuinamente livres são impossíveis sob a propriedade privada da propriedade produtiva. Vaněk afirma que as diferenças de classe e a distribuição desigual de renda e poder econômico que resultam da propriedade privada da indústria permitem que os interesses da classe dominante distorçam o mercado a seu favor, seja na forma de monopólio e poder de mercado ou utilizando sua riqueza e recursos para legislar políticas governamentais que beneficiem seus interesses comerciais específicos. Além disso, Vaněk afirma que os trabalhadores em uma economia socialista baseada em empresas cooperativas e autogeridas têm incentivos mais substanciais para maximizar a produtividade porque receberiam uma parcela dos lucros com base no desempenho geral de sua empresa, mais seu salário ou salário fixo. Muitos socialistas e proto-socialistas pré-Marx eram fervorosos anticapitalistas, assim como apoiavam o livre mercado, incluindo o filósofo britânico Thomas Hodgskin, o pensador mutualista francês e filósofo anarquista Pierre-Joseph Proudhon e os filósofos americanos Benjamin Tucker e Lysander Spooner, entre outros. Embora o capitalismo tenha sido comumente confundido com o livre mercado, há uma teoria e um sistema econômico laissez-faire semelhante associado ao socialismo chamado laissez-faire de esquerda para distingui-lo do capitalismo laissez-faire.
Um exemplo dessa tendência socialista democrática de mercado é o mutualismo, uma teoria socialista democrática e libertária desenvolvida por Proudhon no século XVIII, da qual emergiu o anarquismo individualista. Benjamin Tucker é um eminente anarquista individualista americano que adotou um sistema socialista laissez-faire que ele chamou de socialismo anarquista em oposição ao socialismo de estado. Essa tradição foi recentemente associada a estudiosos contemporâneos como Kevin Carson, Gary Chartier, Charles W. Johnson, Samuel Edward Konkin III, Roderick T. Long, Chris Matthew Sciabarra e Brad Spangler, que enfatizam o valor dos mercados radicalmente livres, denominaram mercados livres para distingui-los da concepção comum que esses libertários de esquerda acreditam estar repleta de estatismo e privilégios burgueses.
Às vezes chamados de anarquistas de mercado de esquerda, os proponentes dessa abordagem afirmam fortemente as ideias liberais clássicas de auto propriedade e mercados livres, mantendo que, levadas às suas conclusões lógicas, essas ideias apoiam o anticapitalismo, anticorporativismo, posições anti-hierárquicas e pró-trabalho na economia, anti-imperialismo na política externa e visões radicalmente progressistas em relação a questões socioculturais como gênero, sexualidade e raça. Ecoando a linguagem desses socialistas de mercado, eles sustentam que o anarquismo de mercado radical deve ser visto por seus proponentes e por outros como parte da tradição socialista por causa de sua herança, objetivos emancipatórios e potencial e que os anarquistas de mercado podem e devem se autodenominar socialistas. Os críticos do livre mercado e do laissez-faire, como comumente entendidos, argumentam que o socialismo é totalmente compatível com uma economia de mercado e que um sistema genuinamente de livre mercado ou laissez-faire seria anticapitalista e socialista.

### Implementação

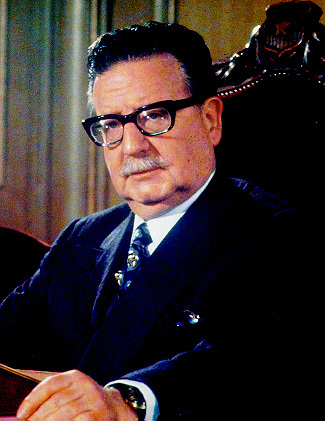
Salvador Allende, considerado o principal político do socialismo democrático

Embora o socialismo seja comumente usado para descrever o marxismo-leninismo e estados e governos afiliados, também houve várias sociedades anarquistas e socialistas que seguiram os princípios socialistas democráticos, abrangendo o antiautoritário e o anticapitalismo democrático. Os exemplos históricos mais notáveis são a Comuna de Paris, as várias repúblicas soviéticas estabelecidas no período pós-Primeira Guerra Mundial, o início da Rússia soviética antes da abolição dos conselhos soviéticos pelos bolcheviques, a Catalunha Revolucionária conforme observado por George Orwell, e a Federação de Rojava no norte da Síria. Outros exemplos incluem as comunidades kibutz na Israel moderna, Marinaleda na Espanha, e, até certo ponto, as políticas de autogestão dos trabalhadores dentro do Partido Socialista. República Federal da Iugoslávia e Cuba. No entanto, o exemplo mais conhecido é o Chile sob o presidente Salvador Allende, que foi violentamente derrubado em um golpe militar financiado e apoiado pela CIA em 1973.
Quando a nacionalização de grandes indústrias era relativamente difundida durante o consenso keynesiano do pós-guerra, não era incomum que alguns comentaristas políticos descrevessem vários países europeus como estados socialistas democráticos buscando mover seus países em direção a uma economia socialista. Em 1956, o principal político do Partido Trabalhista britânico, Anthony Crosland, afirmou que o capitalismo havia sido abolido na Grã-Bretanha. No entanto, outros, como o galês Aneurin Bevan, Ministro da Saúde no primeiro governo trabalhista do pós-guerra e arquiteto do Serviço Nacional de Saúde, contestaram a alegação de que a Grã-Bretanha era um estado socialista. Para Crosland e outros que apoiavam seus pontos de vista, a Grã-Bretanha era um estado socialista. De acordo com Bevan, a Grã-Bretanha tinha um Serviço Nacional de Saúde socialista, que se opunha ao hedonismo da sociedade capitalista britânica. Embora as leis do capitalismo ainda operassem inteiramente como no resto da Europa e a iniciativa privada dominasse a economia, vários comentaristas políticos afirmaram que durante o período pós-guerra, quando os partidos socialistas estavam no poder, países como a Grã-Bretanha e a França foram Estados socialistas democráticos. A mesma reivindicação é agora aplicada aos países nórdicos com o modelo nórdico. Na década de 1980, o governo do presidente François Mitterrand pretendia expandir o dirigismo tentando nacionalizar todos os bancos franceses, mas essa tentativa enfrentou oposição da Comunidade Econômica Europeia, que exigia uma economia capitalista de livre mercado entre seus membros. No entanto, a propriedade pública na França e no Reino Unido durante o auge da nacionalização nas décadas de 1960 e 1970 nunca representou mais de 15-20% da formação de capital.
A forma de socialismo praticada por partidos como o Partido de Ação Popular de Singapura durante suas primeiras décadas no poder era pragmática, pois sua rejeição à nacionalização em massa o caracterizava. O partido ainda afirmava ser socialista, apontando sua ampla regulamentação do setor privado, a intervenção ativista na economia e as políticas de bem-estar social como evidência dessa afirmação. O primeiro-ministro de Singapura, Lee Kuan Yew, declarou que havia sido influenciado pelas facções socialistas democráticas do Partido Trabalhista britânico.

## Filosofia

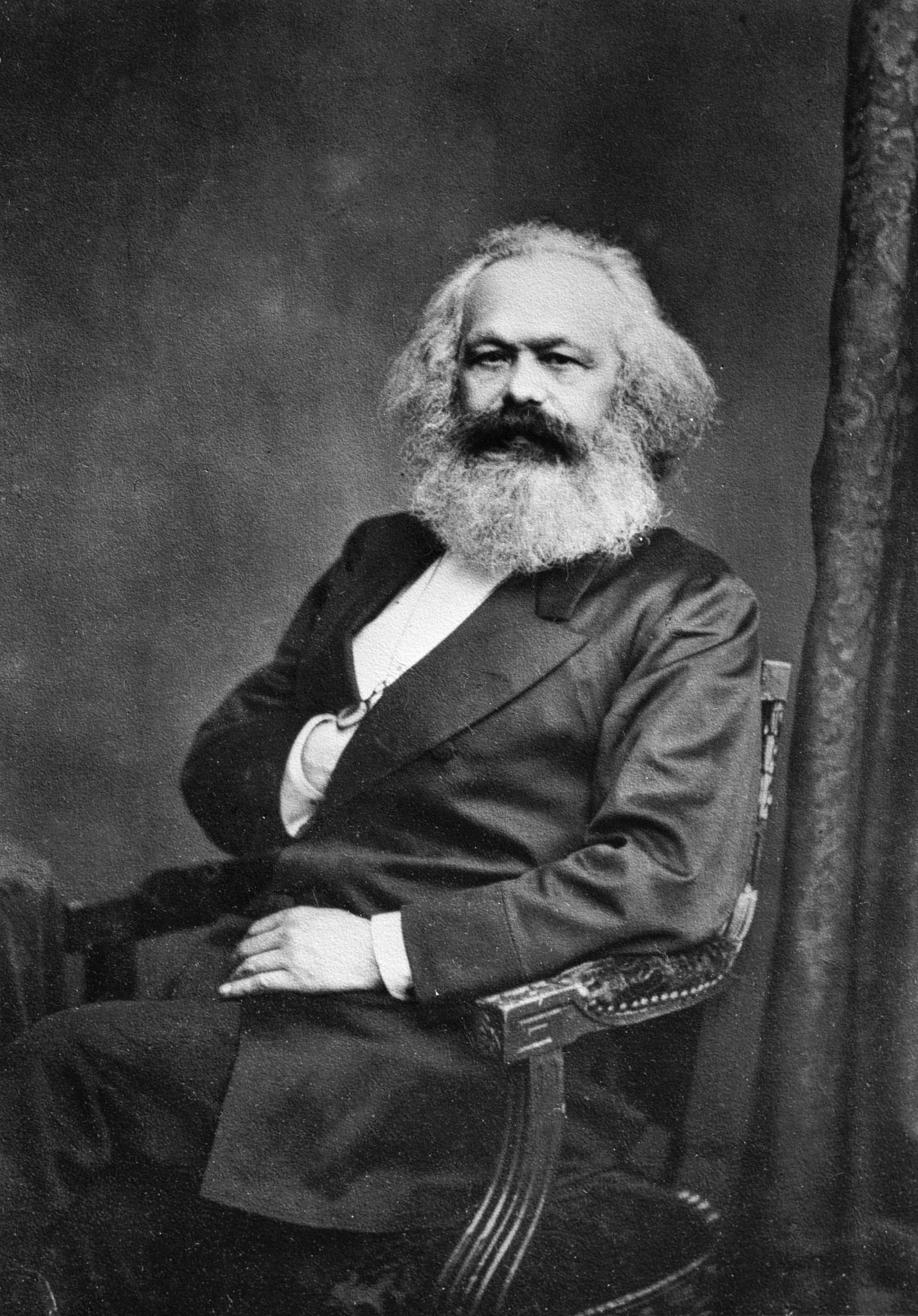
Karl Marx, cujo pensamento influenciou o desenvolvimento do socialismo democrático

O socialismo democrático envolve toda a população controlando a economia através de algum sistema democrático, com a ideia de que os meios de produção são propriedade e geridos pela classe trabalhadora. A inter-relação entre democracia e socialismo remonta ao movimento socialista, até à ênfase do Manifesto Comunista em vencer como primeiro passo a "batalha da democracia", com Karl Marx a escrever que a democracia é "o caminho para o socialismo". Pensadores socialistas como Eduard Bernstein, Karl Kautsky, Vladimir Lenin e Rosa Luxemburgo escreveram que a democracia é indispensável para a realização do socialismo. O apoio filosófico ao socialismo democrático pode ser encontrado nas obras de filósofos políticos como Axel Honneth e Charles Taylor. Honneth apresentou a visão de que as ideologias políticas e económicas têm uma base social, o que significa que se originam da comunicação intersubjetiva entre membros da sociedade. Honneth critica o estado liberal e a ideologia porque assume que os princípios da liberdade individual e da propriedade privada são ahistóricos e abstratos quando evoluíram a partir de um discurso social específico sobre a atividade humana. Em contraste com o individualismo liberal, Honneth enfatizou a dependência intersubjetiva entre os humanos, nomeadamente que o bem-estar humano depende do reconhecimento dos outros e de ser reconhecido por eles. Com ênfase na comunidade e na solidariedade, o socialismo democrático pode ser visto como uma forma de salvaguardar esta dependência.

Embora o socialismo seja frequentemente usado para descrever estados socialistas e economias de estilo soviético, especialmente nos Estados Unidos devido à Primeira e Segunda Assustas Vermelhas, os socialistas democráticos usam o socialismo para se referir à tendência que rejeita as ideias do socialismo autoritário e do socialismo de estado como socialismo, considerando-os como uma forma de capitalismo de Estado em que o Estado realiza atividades económicas comerciais e onde os meios de produção são organizados e geridos como empresas estatais, incluindo os processos de acumulação de capital, gestão centralizada e trabalho assalariado. Os socialistas democráticos incluem os socialistas que se opõem ao marxismo-leninismo e os social-democratas que estão empenhados na abolição do capitalismo em favor do socialismo e na instituição de uma economia pós capitalista. Andrew Lipow escreveu assim em 1847 aos editores do Jornal da Liga Comunista, diretamente influenciados por Marx e Friedrich Engels, a quem Lipow descreve como “os fundadores do socialismo democrático revolucionário moderno”:
Não estamos entre aqueles comunistas que pretendem destruir a liberdade pessoal, que desejam transformar o mundo num enorme quartel ou num gigantesco asilo. Há certamente alguns comunistas que, com a consciência tranquila, recusam-se a aceitar a liberdade pessoal e gostariam de a eliminar do mundo porque consideram que é um obstáculo à harmonia completa. Mas não temos qualquer desejo de trocar a liberdade pela igualdade. Estamos convencidos de que em nenhuma ordem social a liberdade será assegurada como numa sociedade baseada na propriedade comunal.
Teórica e filosoficamente, o próprio socialismo é democrático, visto como a mais alta forma democrática por seus proponentes e, em certo ponto, sendo o mesmo que democracia. Alguns argumentam que socialismo implica democracia e que socialismo democrático é um termo redundante. No entanto, outros, como Michael Harrington, argumentam que o termo socialismo democrático é necessário para distingui-lo da União Soviética e de outros estados socialistas autodeclarados. Para Harrington, a principal razão para isso era a perspectiva que via a União Soviética da era stalinista como tendo sucesso em usurpar o legado do marxismo e distorcê-lo em propaganda para justificar sua política. Tanto o leninismo quanto o marxismo-leninismo enfatizaram a democracia, endossando alguma forma de organização democrática da sociedade e da economia enquanto apoiavam o centralismo democrático, com marxistas-leninistas e outros argumentando que estados socialistas como a União Soviética eram democráticos. Os marxista-leninistas também tendiam a distinguir a democracia socialista do socialismo democrático, que eles associavam pejorativamente com "reformismo" e "democracia social". Em última análise, eles são considerados fora da tradição socialista democrática. Por outro lado, o anarquismo (especialmente dentro de sua tradição anarquista social) e outras tendências foram discutidos dentro da tradição socialista democrática por sua oposição ao marxismo-leninismo e seu apoio a formas mais descentralizadas e diretas de democracia.

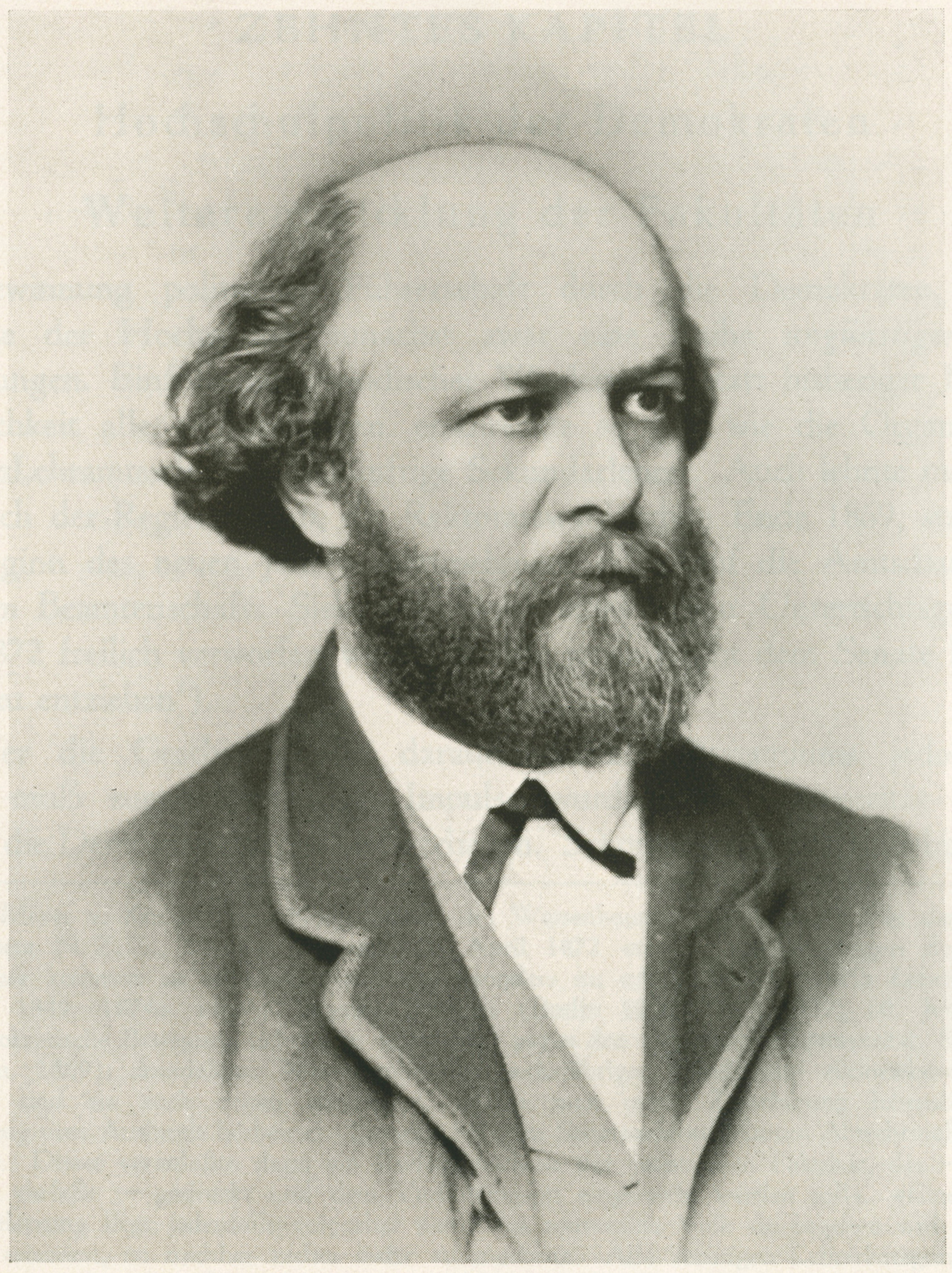
Friedrich Lange, principal influencia de Eduard Bernstein

Embora tanto os anarquistas quanto as tendências esquerdistas tenham rejeitado o rótulo, pois tendem a associá-lo a formas reformistas e estatistas de socialismo democrático, eles são considerados formas revolucionárias e democráticas de socialismo. Alguns anarquistas referiram-se ao socialismo democrático. Algumas organizações trotskistas como a Aliança Socialista Australiana, a Alternativa Socialista e os Socialistas Vitorianos ou o Novo Partido Anticapitalista Francês, a Liga Comunista Revolucionária e o Socialismo de baixo descreveram sua forma de socialismo como democrática e enfatizaram a democracia em seu desenvolvimento revolucionário do socialismo. Da mesma forma, vários trotskistas enfatizaram o socialismo democrático-revolucionário de Leon Trotsky. Alguns, como Hal Draper, falaram de "socialismo democrático-revolucionário". Esses socialistas democráticos do terceiro campo defenderam uma revolução política socialista para estabelecer ou restabelecer a democracia socialista em estados operários deformados ou degenerados. Draper também comparou a social-democracia e o stalinismo como duas formas de socialismo de cima, em contraste com seu socialismo de baixo como sendo a versão mais pura e marxista do socialismo.
Como tradição política, o socialismo democrático representa uma ampla vertente esquerdista anti-stalinista e, em muitos casos, anti-leninista dentro do movimento socialista, O socialismo democrático inclui o socialismo antiautoritário, o socialismo libertário, marxismo, bem como o marxismo clássico, o marxismo ortodoxo relacionado a Karl Kautsky e Rosa Luxemburgo, o neomarxismo de Antonio Gramsci assim como o revisionismo de Eduard Bernstein. Além disso, o socialismo democrático está relacionado com a tendência do eurocomunismo originário entre os anos 1950 e 1980, referindo-se aos partidos comunistas que adotaram o socialismo democrático após a desestalinização de Nikita Khrushchev em 1956.
Como ideologia relacionada, a social-democracia clássica é uma forma de socialismo democrático. A social-democracia passou por várias formas importantes ao longo de sua história e se distingue entre a tendência inicial que apoiou o socialismo revolucionário, principalmente relacionada a Marx e Engels, bem como outros notáveis políticos socialdemocratas e pensadores marxistas ortodoxos. como Bernstein, Kautsky, Lassalle e Jaurés, a tendência revisionista adotada por Bernstein e outros líderes socialistas reformistas entre as décadas de 1890 e 1940 adotou ou endossou o capitalismo de bem-estar keynesiano com influencias do pensamento de Gunnar Myrdal como parte de um compromisso entre capitalismo e socialismo.